# Peperomia estaminea
Peperomia estaminea är en pepparväxtart som beskrevs av C. Dc.. Peperomia estaminea ingår i släktet peperomior, och familjen pepparväxter. Inga underarter finns listade i Catalogue of Life.